# Thelairosoma varipes
Thelairosoma varipes là một loài ruồi trong họ Tachinidae.